# J.C. Pereira
J.C. Pereira – portugalski rugbysta, trzykrotny reprezentant Portugalii w rugby union mężczyzn.
Jego pierwszym meczem w reprezentacji było spotkanie z Marokiem, które zostało rozegrane 20 kwietnia 1969 w Casablance. Ostatni raz w reprezentacji zagrał 2 kwietnia 1972 w Lizbonie, kiedy to jego reprezentacja podejmowała drużynę Włoch.